# Gerhard Gnauck
Gerhard Gnauck (ur. 1964 w Warszawie) – niemiecki dziennikarz, historyk i politolog, doktor nauk humanistycznych.

## Życiorys
Urodził się w Warszawie. Pochodzi z rodziny polsko-niemieckiej.
W 1965 jego rodzice przeprowadzili się do Wiesbaden. Dzieciństwo i młodość spędził w Moguncji. Studiował historię Europy Wschodniej, politologię i slawistykę na uniwersytecie w Moguncji oraz na Wolnym Uniwersytecie w Berlinie, uzyskując doktorat pod kierownictwem Gesine Schwan. Był stypendystą Fundacji Narodu Niemieckiego.
W 1995 objął stanowisko redaktora wiadomości polityki międzynarodowej we „Frankfurter Allgemeine Zeitung” we Frankfurcie. Od 1999 był stałym korespondentem „Die Welt” w Warszawie, obsługującym również kraje Europy Środkowej i Wschodniej. Jako niezależny dziennikarz współpracował również z „Neue Zürcher Zeitung”. W 2018 został warszawskim korespondentem politycznym „Frankfurter Allgemeine Zeitung” na obszarze Polski, Ukrainy, Litwy, Łotwy i Estonii.
Już w latach 80., jako uczeń liceum w Moguncji, zaczął publikować artykuły w prasie polonijnej, nie tylko w Niemczech, ale i w innych państwach, w takich pismach jak „Kontakt” (Paryż), „Dziennik Polski” (Londyn) czy „Pogląd” (Berlin).
W czerwcu 2018 został odznaczony, za swoje korespondencje o sprawach polskich, Nagrodą Macieja Płażyńskiego w kategorii „dziennikarz zagraniczny“.

## Publikacje
- Parteien und Nationalismus in Rußland. Demokratische versus nationalistische Integration nach dem Ende des kommunistischen Systems, Peter Lang Verlag, Frankfurt 1997, ISBN 3-631-31122-2;
- Syrena auf dem Königsweg. Warschauer Wandlungen, Picus Verlag, Wien 2004, ISBN 3-85452-786-1;
- Staatsinstinkt oder nationaler Komplex? Was Europa von Polens neuem Präsidenten zu erwarten hat, w: Osteuropa, Heft 11/2005, s. 3–8; ISSN 0030-6428.
- Wolke und Weide. Marcel Reich-Ranickis polnische Jahre, Klett-Cotta, Stuttgart 2009, ISBN 978-3-608-94177-7;
- Marcel Reich-Ranicki. Polskie lata. W.A.B, Warszawa 2009, ISBN 978-3-446-24181-7;
- Meine Ukraine. Eine persönliche Erinnerung, w: Simon Geissbühler (Hrsg.): Kiew – Revolution 3.0. Der Euromaidan 2013/14 und die Zukunftsperspektiven der Ukraine, ibidem-Verlag, Stuttgart 2014, s. 155–160, ISBN 978-3-8382-0681-3;
- Polen: Frontstaat im Osten Europas?, in: Josef Braml u.a. (Hrsg.): Außenpolitik mit Autokratien. Jahrbuch Internationale Politik, Band 30. De Gruyter-Verlag, Berlin/München/Boston 2014, S. 229-245; ISBN 978-3-11-034643-5;
- „Ein infantiler Autokratismus“. Kaczyński, die PiS und Polens Weg nach Osten (Rozmowa z Jadwigą Staniszkis), in: Osteuropa, Heft 1-2/2016, S. 103-108. ISBN 978-3-8305-3653-6;
- Polen verstehen. Geschichte, Politik, Gesellschaft, Klett-Cotta, Stuttgart 2018, ISBN 978-3-608-96296-3.